# Metro: Last Light
Metro: Last Light, ursprünglicher Arbeitstitel Metro 2034, ist ein Ego-Shooter des ukrainischen Entwicklerstudios 4A Games für Windows, Linux, macOS, Xbox 360, PlayStation 3. Wie der Vorgänger Metro 2033 basiert es auf dem fiktionalen, postapokalyptischen Metro-2033-Universum des russischen Autors Dmitri Alexejewitsch Gluchowski. Ein Remaster erschien am 29. August 2014 mit Metro: Last Light Redux.

## Handlung
Der Spieler übernimmt in Metro: Last Light abermals die Rolle des Artjom, des Romanhelden und Protagonisten des Vorgängers Metro 2033. Anders als bei Metro 2033 wurde die Handlung des Spiels diesmal jedoch von 4A Games weitgehend unabhängig von der Buchvorlage selbst entwickelt. Es gibt jedoch einige Parallelen zur Handlung des Romans Metro 2034. Im Zentrum steht ein weiteres Mal die Auseinandersetzung mit den „Schwarzen“ beziehungsweise dem aus dem Vorgänger bekannten telepathisch begabten Wesen. Obwohl die Schwarzen als ausgerottet gelten, erhält Artjom zu Beginn des Spiels die Meldung über eine Sichtung an der Oberfläche. Er wird daher ausgeschickt, um diese Angaben zu überprüfen. Dabei geraten er und einer der Schwarzen in die Gefangenschaft der Neofaschisten, aus der Artjom sich befreien muss. Im weiteren Spielverlauf erhält er den Auftrag, den von den Neofaschisten weggebrachten Schwarzen zu finden und mit ihm Kontakt aufzunehmen. Gleichzeitig kündigt sich seit Monaten zwischen den verschiedenen Fraktionen der Metro ein Krieg um einen im Vorgängerspiel Metro 2033 entdeckten riesigen Waffenbunker aus der Zeit vor der atomaren Katastrophe an, während an einigen Stationen der Metro eine mysteriöse tödliche Seuche wütet. Der Spieler streift wie auch im Vorgängerspiel durch unzählige Stationen der Metro und immer wieder über die Moskauer Oberfläche, um die Geheimnisse und Zusammenhänge all dieser Vorgänge aufzuklären.

## Spielprinzip
Metro: Last Light führt das Spielprinzip seines Vorgängers fort. Das Spielgeschehen wird durchgängig aus der Egoperspektive präsentiert, auch in den geskripteten Zwischensequenzen. Die Benutzeroberfläche ist im Vergleich zu anderen Titeln stark reduziert. Der Schwerpunkt des Spiels liegt darauf, sich mit geringen Ressourcen actionorientierten Kämpfen zu stellen oder sie zu umgehen. Ähnlich wie in Dark Project: Der Meisterdieb und Tom Clancy’s Splinter Cell bietet das Spiel auch eine Schleichmechanik. Es besitzt ein nicht sichtbares Karmasystem, je weniger Personen der Spieler tötet oder je mehr Gesprächen er zuhört, desto mehr Karmapunkte erhält er, was zu einer Variation des Spielendes führt.

## Entwicklung
Die Entwicklung des Spiels wurde erstmals auf der E3 2010 bestätigt, zu diesem Zeitpunkt noch unter dem Titel Metro 2034. Der damalige Publisher THQ kündigte an, dass das Spiel wie sein Vorgänger eine 3D-Bildausgabe bieten werde. Bei der Vorstellung von THQs Quartalszahlen im Mai 2011 gab das Unternehmen die Namensänderung zu Metro: Last Light bekannt. Dimitri Gluchowski war bei der Entwicklung vor allem die Geschichte sehr wichtig. „Ich schreibe schon sehr lange an dieser Handlung, wodurch sie äußerst komplex geworden ist. Der Unterschied bei meinen Geschichten ist: Ich halte die Spieler nicht für doof“, erklärt Gluchowski in einem Interview.

### Veröffentlichungsrechte
Wie beim Vorgänger Metro 2033 lagen die Veröffentlichungsrechte ursprünglich beim US-amerikanischen Publisher THQ. 2012 geriet dieser jedoch in gravierende finanzielle Probleme, meldete am 20. Dezember schließlich Insolvenz an und wurde im Januar 2013 nach einer Auktion zerschlagen. Bei der Versteigerung der Firmenwerte erwarb schließlich der deutsche Publisher Koch Media, Betreiber des Publishinglabels Deep Silver, für 5,8 Millionen US-Dollar die Publishingrechte für das Spiel.

### Synchronisation
Für die englische Sprachausgabe wurden Lance Henriksen, Nolan North, Khary Payton und Patton Oswalt verpflichtet.

### Wii-U-Version
Das Spiel wurde auf der Fachmesse E3 2011 als Bestandteil des Third-Party-Produktportfolios für die Wii U vorgestellt. Die Zusage über eine Veröffentlichung auf der Nintendokonsole wurde jedoch im Mai 2012 wieder zurückgezogen. 4A Games' CTO Oles Shishkovtsov beklagte in einem Interview im November 2012, die Wii U habe einen „schrecklichen, langsamen Hauptprozessor“. Nach Angaben des Entwicklers Huw Beynon habe sich der Entwicklungsaufwand letztlich als zu groß erwiesen und man habe die Portierungspläne für die Wii U daher aufgegeben.

### Marketing
Im Mai 2012 bewarb THQ das Spiel durch einen aufwendigen, sogenannten Live Action Trailer mit dem Titel Enter the Metro, der in Form eines vierminütigen Kurzfilms mit Hilfe von Schauspielern die letzten Minuten vor dem Einschlag der Atombomben darstellt. Der Trailer wurde mit Hilfe von 150 Darstellern in der ukrainischen Hauptstadt Kiew gedreht. Als Kameramann wurde Mark Patten (Prometheus – Dunkle Zeichen) verpflichtet. Ende November bis Anfang Dezember 2012 veröffentlichte THQ drei darauf aufbauende Folgetrailer, die das Schicksal dreier Überlebender nach der Flucht in die Metro thematisieren. Im Dezember 2012, kurz vor Bekanntgabe der Insolvenz THQs, bot das Unternehmen im Gegenzug für das Abonnement der offiziellen Facebook-Seite des Spiels jedem Teilnehmer eine Gratisversion des Vorgängers 2033.

## Erweiterungen
Zu Metro: Last Light erschienen sechs Erweiterungen, von denen zwei bereits bei der Veröffentlichung zur Verfügung standen.

### Erweiterungen zur Veröffentlichung
Bei der Veröffentlichung des Spiels waren schon zwei Erweiterungen erhältlich: zum einen der Ranger-Modus, der einen weiteren Schwierigkeitsgrad, 100 zusätzliche Vorkriegspatronen (fungiert im Spiel als Währung, kann aber auch als Munition genutzt werden) und die AKS-74U zur Verfügung stellt. Die zweite Erweiterung stellt die RPK zur Verfügung. Diese beiden Erweiterungen können von Spielern verwendet werden, welche die First Edition des Spiels besitzen; die Besitzer der Limited Edition können den Ranger-Modus spielen.

### Faction-Pack
Das Faction-Pack ist seit dem 16. Juli 2013 in Nordamerika und seit dem 17. Juli 2013 weltweit erhältlich. In der Erweiterung spielt man anfangs einen Scharfschützen der Roten Linie, der in einen Außenposten der Neofaschisten eindringen muss. Danach spielt man einen schwer bewaffneten Soldaten des Reiches, der die Grenzen des Gebietes des Reiches verteidigt. Im dritten Teil der Erweiterung spielt man schließlich einen Nachwuchsranger, welcher eine Bibliothek nach wertvollen Gegenständen durchstöbert. Mit der Erweiterung findet der Spieler wieder zu bekannten Orten aus Metro 2033 zurück.

### Turm-Pack
Das Turm-Pack (engl. Tower-Pack) steht seit 3. September 2013 auf der Xbox Live und auf Steam zur Verfügung, auf dem PlayStation Network ist die Erweiterung seit dem 4. September 2013 erhältlich. Mit dem Turm-Pack wird eine Kampfsimulation in das Spiel eingefügt, die in Form eines Turmes aufgebaut ist, wobei sich der Spieler immer weiter nach oben kämpfen muss; die Schwierigkeit erhöht sich mit jeder Etage. Um an die Spitze des Turms zu gelangen, muss der Spieler sowohl gegen menschliche als auch gegen Mutanten-Gegner kämpfen.

### Entwickler-Pack
Diese Erweiterung wurde am 17. September 2013 in Nordamerika veröffentlicht und am 18. September 2013 im Rest der Welt. Das Entwickler-Pack (engl. Developer Pack) fügt dem Spiel einen Schießstand hinzu, auf dem der Spieler alle Waffen des Spiels ausprobieren kann. Es wird ein Metro-Museum hinzugefügt, in dem sich der Spieler alle Mutanten-Gegner und alle menschlichen Feinde aus der Nähe anschauen kann. Außerdem wird eine KI-Arena hinzugefügt, in der der Spieler mit ausgewählten Trupps gegen menschliche oder Mutanten-Gegner kämpfen kann.

### Chroniken-Pack
Das Chroniken-Pack (engl. Chronicles Pack) wurde am 15. Oktober 2013 auf Xbox Live und dem PlayStation Network veröffentlicht und am 16. Oktober 2013 auf Steam. Die Erweiterung fügt drei neue Singleplayer-Missionen hinzu: man spielt die Polis-Scharfschützin Anna, Pavel und Khan.

## Rezeption
Die Windows-Version hat einen Metascore von 82/100, die Xbox 360 und PlayStation 3 jeweils von 80.

„Hinsichtlich Storytelling und Atmosphäre spielt Metro Last Light ganz vorne mit. [...] Doch sobald es in den eigentlichen Kern geht, die Action, gibt es starke Probleme: Angeführt von einer unterirdischen KI werden die Gefechte sowohl gegen menschliche als auch gegen monströse Gegner schnell zur lästigen Routine. So wird ein Titel, der eigentlich das Zeug hätte, die Action-Schwergewichte gehörig unter Druck zu setzen, vollkommen unnötig degradiert.“

## Redux-Fassung
Im Mai 2014 enthüllte Deep Silver die Arbeiten an sogenannten Redux-Fassungen zu Metro 2033 und Last Light. Der Publisher kündigte neben der Veröffentlichung für Windows erstmals auch Ausgaben für die im Winter zuvor veröffentlichten Spielkonsolen PlayStation 4 und Xbox One an. Die einzeln oder im Paket erhältlichen Versionen wurden technisch (Grafik, KI, Waffenhandling) an das Niveau von Last Light angeglichen, außer dem jeweiligen Hauptspiel sind zusätzlich die Downloaderweiterungen enthalten. Die Entwicklung für die PS4-/Xbox-One-Fassung erfolgte wegen der Ukraine-Krise 2014 unter widrigen Umständen. Um in den Besitz der notwendigen Entwicklerkits für die neuen Konsolen zu kommen, mussten diese erst von Mitarbeitern im Handgepäck durch den Zoll geschmuggelt werden, da man wegen der Korruption im Lande andernfalls mit hohen Zollgebühren rechnete. So erhielt das Studio erst Ende 2013 die notwendige Entwicklerhardware der PS4 und erst im Januar 2014 die der Xbox One.
Die Fassungen für Windows, PS4 und Xbox One erschienen am 29. August 2014. Besitzer der ursprünglichen PC-Fassungen erhielten bei Neukauf einen Rabatt über 50 %. Trotzdem kam es zu Kundenbeschwerden über die Höhe des Preises. Der Entwickler verwies dem gegenüber auf den hohen Entwicklungsaufwand bei der Überarbeitung der Engine und Anpassung der Spiele, die das gesamte Team mit 80 Personen über ein Jahr in Anspruch genommen hätten. Seit Dezember 2014 sind die Redux-Fassungen auch für Linux verfügbar. Im April 2015 vermeldete Deep Silver gleichzeitig mit der Veröffentlichung der Mac-Version 1,5 Millionen verkaufte Exemplare der Redux-Pakete.